# Joel Voelkert
Joel Voelkert, ameriški rokometaš, * 25. november 1948, Elkhart, Indiana.
Leta 1972 je na poletnih olimpijskih igrah v Münchnu v sestavi ameriške rokometne reprezentance osvojil 14. mesto.